# Tholen (Insel)
Tholen ist eine Halbinsel der Provinz Zeeland im Südwesten der Niederlande. Sie bildet zusammen mit der Halbinsel Sint Philipsland eine Insel und die Gemeinde Tholen.
Sie wird von folgenden Gewässern umgeben:
- Der Krabbenkreek zwischen Tholen und Sint Philipsland
- Das Maasgat und das Keeten zwischen Tholen und Schouwen-Duiveland
- Die Oosterschelde
- Der Schelde-Rhein-Kanal und das Zoommeer auf der Grenze zwischen Zeeland und Nordbrabant

Verbindungen:
- Der Krabbenkreekdam verbindet mit Sint Philipsland und trennt den Krabbenkreek vom Schelde-Rhein-Kanal.
- Zwei Brücken über den Schelde-Rhein-Kanal in der Höhe von Tholen und Oud-Vossemeer verbinden mit dem Westlichen Nordbrabant.
- Der Oesterdam verbindet mit Zuid-Beveland und trennt die Oosterschelde vom Zoommeer.

Orte auf der Insel:
- Tholen, Oud-Vossemeer, Poortvliet, Scherpenisse, Sint Maartensdijk, Stavenisse, Sint-Annaland

Auf dem Gebiet der Halbinsel leben 22.462 Einwohner (Stand 2007).